# Stora Äskholmen
Stora Äskholmen är en ö i Finland. Den ligger i Finska viken och i kommunen Kyrkslätt i den ekonomiska regionen  Helsingfors i landskapet Nyland, i den södra delen av landet. Ön ligger omkring 32 kilometer sydväst om Helsingfors.
Öns area är 1,7 hektar och dess största längd är 180 meter i nord-sydlig riktning.